# Mirarce
Mirarce is een geslacht van uitgestorven vogels uit het Laat-Krijt van Utah, Noord-Amerika, behorend tot de Enantiornithes. Het bevat als enige soort Mirarce eatoni. Hij was qua grootte vergelijkbaar met moderne kalkoenen. 

## Fossiele vondst
Het fossiel van Mirarce is gevonden in 75 miljoen jaar oude afzettingen van de Kaiparowitsformatie in het Grand Staircase-Escalante National Monument in de Amerikaanse staat Utah in 1992 en daarna meerdere jaren opgeslagen in de University of California tot de uiteindelijke beschrijving in 2018. Het fossiel omvat dertig procent van het skelet.

## Kenmerken
Mirarce laat zien dat de Enantiornithes net zo aerodynamisch waren als de moderne vogels met een sterke, behendige vlucht. De bouw van het borstbeen en de vorkbeen zijn vergelijkbaar met die van moderne vogels. Mirarce was met het formaat van een kalkoengier een van de grootste vogels uit het Mesozoïcum. Vermoedelijk had het een getande bek en klauwen aan de vleugels. Mirarce eatoni was een grote vogel ter grootte van een kalkoen. De skeletmorfologie geeft aan dat het individu op het moment van overlijden volwassen was. Alle overgebleven elementen van de botten vertonen volledige vergroeiing. 
De botten van de voorpoten verdienen speciale aandacht. Het opperarmbeen van de vogel is kort en sterk. De linkerellepijp is bewaard gebleven als een mineraal afgietsel van de inwendige holte met verschillende kleine fragmenten van versteend botoppervlak. Twee geplooide plekken op de achterste rand van het botlichaam worden geïnterpreteerd als veerknoppen. Deze langwerpige plooien bevinden zich over de lengte van het bot. Ondanks het feit dat botfragmenten het niet mogelijk maken om de grootte van elke knobbel te meten, de afstand tussen de knobbels te bepalen of een schatting te maken van het aantal secundaire veren, is hun aanwezigheid op het fossiel zelf een zeer belangrijk feit, omdat dit de eerste keer is dat deze structuur is gevonden bij Enantiornithes.

## Habitat
Mirarce bewoonde een deltagebied waar ook dinosauriërs, krokodillen, zoetwaterschildpadden en vissen leefden.

## Ontdekking
In 1992 ontdekte paleontoloog Howard Hutchison in Utah fossiele resten van een enantiornithine vogel. Lange tijd zijn ze niet beschreven; soms werden ze geportretteerd onder de onofficiële naam 'Kaiparowits enantiornithine'. Het holotype UCMP 139500 is goed bewaard gebleven in drie dimensies. Het bestaat uit een gedeeltelijk postcraniaal skelet zonder schedel, met drie hals- en twee borstwervels, een pygostyle, een furcula, de processus xiphoideus van het borstbeen, een fragment van het linkerschouderblad en een coracoïde, het opperarmbeen, de ellepijp en het spaakbeen met fragmenten van de hand, verschillende vergroeide fragmenten van de bekkengordel en enkele elementen van de achterste ledematen. Het is de meest complete enantiornithine die in Noord-Amerika is gevonden.
In 2018 werd het fossiel benoemd en beschreven door een groep paleontologen onder leiding van Jesse Atterholt. De soortnaam is samengesteld uit het Latijnse mirus; mooi, met de toevoeging van de naam van Arke (ρκη \ Arkē), de gevleugelde boodschapper van de Titanen uit de Griekse mythologie. De soortaanduiding eatoni is gegeven ter ere van Jeffrey Eaton als erkenning voor het decennialange wetenschappelijke werk aan de Kaiparowits formatie en het onderzoek naar de fossiele exemplaren.